# Епік (фільм)
«Епік» (англ. Epic) — американський 3Д комп'ютерно анімований фантастичний пригодницький екшн, вільна інтерпретація дитячої книжки Вільяма Джойса «Людина Листок і хоробрі добрі комахи».

## Сюжет
Сімнадцятирічна Мері Кетрін, або МК (Аманда Сейфрід), поселяється у квартирі свого ексцентричного вченого батька, професора Бомба (Джейсон Судейкіс), який розшукує крихітних людських солдатиків званих Листяними людьми. Вони захищають ліс, біля помешкання Бомба від злих істот, Боґанів і їхнього злорадного лідера Мандрака (Крістоф Вальц). Незалежний молодий солдат, Нод (Джош Хатчерсон) на зло лідеру Листолюдей Роніну (Колін Фаррелл) постановляє кинути службу охорони лісу.
Королева лісу, королева Тара (Бейонсе Ноулз), повинна вибрати спадкоємця трону і виходить на захищене поле коконів, що охороняється неквапливим слимаком наймення Маб (Азіз Ансарі) і равлик Ґрабом (Кріс О'Дауд). Відразу після того як вона вибирає кокон, боґани нападають. Тара тікає з коконом, і хоча її оборонці роблять все можливе для її захисту, боґани мають величезну перевагу в чисельності. Зрештою, Ронін прибуває по неї і вони летять верхи на його колібрі. Потім вони піддаються нападу Мандрака і його сина Дагда (Блейк Андерсон). Дагда убитий Роніном, але Тара смертельно поранена Мандраковою стрілою.
Тим часом, МК постановляє поїхати від батька. Але перш, ніж вона поїхати, домашній одноокий, триногий пес, Оззі, біжить в ліс. У пошуках Оззі, МК бачить як падає Тара. Вмираючи, Тара дає їй кокон і використовуючи свою магію зменшує МК. Перед смертю вона каже МК віднести кокон до жука-світляка Нім Ґалуу (Стівен Тайлер), і МК приєднується до Роніна і листолюдей разом з Мадом і Ґрабом. Ронін виявляє, що Нод братиме участь у гонці з іншими істотами і комахами на птахах. Він домовляється з жорстким жаба-биком на ім'я Буфо (Pitbull), що той піддастся. Перш ніж Буфо і два його поплічники мають вбити Нода, Ронін втручається і просить, щоб ті поїхали. Почувши про смерть Тари, Нод неохоче приєднується до нього, MK, Маба і Ґраба.
Врешті-решт вони знаходять Нім Ґалуу який відводить їх до бібліотеки сувоїв, де МК виявляє лист повідомлення Тари до того як вона зменшила дівчину, і повідомлення як повернути її назад до нормального розміру. Коли Ронін йде, Нод займає МК на прогулянку на олені, і вони починають закохуватися. Мандрак (якому Буфо в страху вказує місце де заховано кокон, про яке він дізнався підслухавши від Роніна і Нода) прибуває і викрадає Маба і Ґраба і ув'язнює їх, разом з коконом, який він сподівається зацвівши в темряві потім допоможе йому знищити ліс. Щоб потрапити непоміченими на територію боґанів МК, Нод і Ронін прокрадаються в будинок Бомба, щоб отримати деяке маскування. Тоді ж МК дізнається, що листолюди навмисне збивають Бомба з їх сліду.
Коли вони досягають країни боґанів Ронін відволікає боґанів, а МК і Нод рятують Маба, Ґраба, і кокон. Зрештою Мандрак розкриває їх план і закликає боґанів, щоб зупинити їх. МК, Нод, Маб і Ґраб тікають живими, але Ронін жертвує собою для забезпечення їхньої втечі. До того як повний місяць проростить стручок в Мунхевені, кажани Мандрака блокують світло, в результаті чого стручок починає проростання в темряві. В той час як листолюди мають намір боротися з боґанами, МК намагається отримати допомогу від її батька. Однак, прийшовши до тями, Бомба не вважає, що дійсно бачив MK, і він вважає, що був божевільний всі ці роки, і вимикає всі свої камери, але змінює свою думку, коли бачить червоний канцелярську кнопку яку Марі поставила картіколи вони приходили по маскування.
Бомба в нестямі від радості розуміючи, що дійсно був правий. Коли він йдучи за Марі в Мунхевен, використовуючи свій Ipod видає звуки кажанів, відводить кажанів за собою. Тим часом, МАб і Нім Ґалуу пробують зупинити посягання Мандрака на стручок, але невдало. Саме тоді, Ронін з'являється, маючи шрами і синці від боґанів. Мандрак перемагає його, але Нод захищає Роніна, усвідомивши, нарешті, важливість спільної роботи. До того як Мандрак може отримати перемогу, місячне світло освітлює стручок, перш ніж він розквітає в темряві, змушуючи його цвісти на світлі і перемагає боґанів.
Обраним спадкоємцем є квітка дитина, який допомогла врятувати Тару раніше. Ґраб стає Листолюдиною, Нод і Ронін примиряються, Нод і МК цілуються перед тми як Марі повертається до свого нормального розміру. Воз'єднавшись з Бомба стає його помічником, людська сім'я спокійно тримає постійний контакт зі своїми маленькими друзями продовжуючи дослідження їхнього світу.

## Ролі озвучили
- Аманда Сайфред — Мері Кетерін
- Джош Гатчерсон — Нод
- Колін Фаррелл — Ронін
- Крістоф Вальц — Мандрейк
- Джейсон Судейкіс — професор Бомба
- Азіз Ансарі — слимак Маб
- Кріс О'Дауд — равлик Граб
- Армандо Перес — жаба Буфо
- Стівен Тайлер — Нім Галуу
- Бейонсе — королева Тара
- Томас Френсіс Вілсон — Фінн
- Джон ДіМаджіо — Пайнкон Джинн
- Роза Салазар — дівчинка на роликах
- Кайл Кінан — байкер
- Емма Кінні — чорнобривка